# Festival de muzică

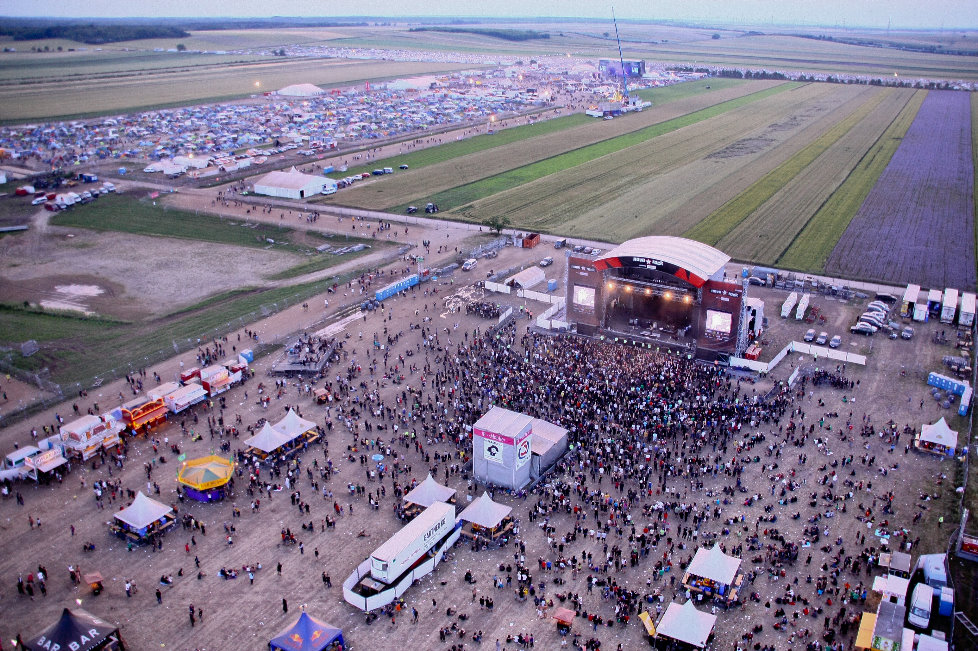
Festival muzical în Nickelsdorf, Austria (în 2010), unde se poate observa atât scena principală, cât și zona de campare din apropiere.

Un festival de muzică este un tip de festival sau eveniment social a cărui scop este de a reuni un mare număr de artiști și de a oferi un mare număr de concerte în direct participanților, de obicei aparținând aceluiași gen muzical sau mai multor genuri similare.
De cele mai multe ori, festivalurile de muzică oferă scene amenajate temporare pentru susținerea concertelor și oferă servicii de mâncare, artă și activități sociale și culturale. Majoritatea festivalurilor se țin anual sau se repetă la un anumit interval de timp.

## Istoric
Festivalurile au apărut pentru prima dată cu scopul de a celebra și onora zeitățile. Încă din mileniul al V-lea î. Hr., egiptenii realizau astfel de festivaluri acompaniate de muzică și dans, iar apoi același exemplu a fost preluat de către greci și romani. Jocurile Pitice⁠(en)[traduceți] de la Delphi, Grecia includeau acte muzicale, și acestea au fost probabil printre primele festivaluri cunoscute. În Evul Mediu, festivalurile se organizau sub forma unor competiții muzicale care erau sponsorizate de către bresle.
În ziua de astăzi, festivalurile muzicale au devenit o sursă pentru economia locală și națională, iar majoritatea s-au dezvoltat sub forma unui brand, atât pentru serviciile oferite, cât și pentru locația în care se ține respectivul festival.